# Tongyong pinyin
Tongyong pinyin (kitajsko: 通用拼音 tōngyòng pīnyīn) je manj znan sistem za zapisovanje kitajskih glasov in besed v latinici. Gre za tajvansko različico bolj znane in dosti bolj razširjene transkripcije hanyu pinyin. Tongyong pinyin uporabljajo samo na Tajvanu, pa še tam ni obvezen.
Glavne pravopisne razlike v primerjavi z običajnim hanyu pinyinom:
- zh je v tongyong pinyinu nadomeščen z jh
- x in q se v tongyong pinyinu ne uporablja - namesto tega pišejo s in c (ki jima sledi i oziroma yu, yo, ipd)
- glas ü se piše kot yu
- polglasniški i se v tongyong pinyinu vedno piše kot ih

Druge razlike so delno tudi posledica narečnih razlik v izgovorjavi.